# 8947 Мізутані
8947 Мізутані (8947 Mizutani) — астероїд головного поясу, відкритий 14 лютого 1997 року.
Тіссеранів параметр щодо Юпітера — 3,294.